# Тасио
Тасио Дос Сантос или само Тасио (на португалски: Tássio Maia dos Santos; роден на 8 октомври 1984 г. в Рио де Жанейро) е бразилски професионален футболист, състезаващ се за българският гранд ПФК ЦСКА (София).
На 27 юни 2012 г., Тасио се присъединява към българския клуб Локомотив 1926 (Пловдив). Бележи за Локомотив в дебюта си на 19 юли 2012 г., в края на мача от турнира за Лига Европа срещу холандският Витес, завършил 4 – 4 в Ловеч.
След оттеглянето на собственика на Локомотив Коко Динев от отбора, Тасио и още няколко негови колеги поемат в посока София, като на 27 юли 2012 г., подписва договор с ПФК ЦСКА (София).
Дебютира за ЦСКА в мач от първенството на България срещу Ботев (Враца). Първи гол за клуба в официален мач бележи на 30 септември 2012 година в мач срещу ПФК Етър (Велико Търново), завършил 3 – 1.